# Office du Reich à l'Économie
L'office du Reich à l'Économie était un ministère de l'Empire allemand créé en 1917 et chargé de la politique économique. Le responsable de l'office porte le titre de « secrétaire d'État ».

## Secrétaires d'État
| Secrétaire d'État à l'office du Reich à l'Économie |       |      |
| Nom                                                | Début | Fin  |
| Rudolf Schwander (commissaire)                     | 1917  | 1917 |
| Hans Karl Freiherr von Stein zu Nord- und Ostheim  | 1917  | 1918 |
| August Müller                                      | 1918  | 1919 |

## Sources
- (de) Cet article est partiellement ou en totalité issu de l’article de Wikipédia en allemand intitulé « Reichswirtschaftsamt » (voir la liste des auteurs).